# Sin Donghjok
Sin Donghjok (hangul: 신동혁, handzsa: 申東赫, RR: Sin Dong-hyuk; született, mint: Sin Ingun; Pukcshang (Pukch'ang) megye / Kecshon (Kaechon), 1980 / 1982. november 19. –) észak-koreai menekült, emberjogi aktivista. Mindmáig az egyetlen olyan ismert személy, aki egy koncentrációs táborban született, és sikerült elhagynia hazáját.
Az észak-koreai kormány szerint Sin Donghjok (Shin Dong-hyuk) egy közönséges bűnöző, aki sosem volt koncentrációs táborban, története szökéséről és életéről pedig rosszindulatú koholmány. Szerintük 2001 júniusában megerőszakolt egy 13 éves kislányt, majd mikor felelősségre akarták vonni érte, megszökött, majd elhagyta az országot.

## Gyermekkora
Állítása szerint a kecshon (kaechon-)i 14-es számú koncentrációs táborban született Sin Gjongszop (신경섭; 1945–, Shin Gyong Sop) és Csang Hjegjong (장혜경; 1950. október 1. – 1996. november 29., Jang Hye Gyong) gyermekeként, akik szorgalmukért cserébe kapták a lehetőséget, hogy családot alapíthassanak.

## Szökése
Habár kezdetben azt mondta, a 14-es táborból szökött meg, később már azt állította, hogy átvitték a 18-as számúba idővel, és onnan jutott ki élve. Az élete történetét feldolgozó könyvet többen megbízhatatlannak minősítették, és úgy tűnik, több helyen ki is van színezve, el van túlozva.